# Eduardo Espinosa Abuxapqui
Eduardo Elías Espinosa Abuxapqui (Chetumal, Quintana Roo; 11 de abril de 1954). Es un político mexicano, miembro del Partido Revolucionario Institucional. Fue presidente municipal de Othón P. Blanco, Quintana Roo, para el periodo 2002 - 2005 y por segunda ocasión de 2013 - 2016. Ha sido también diputado federal por el II Distrito Electoral Federal de Quintana Roo  y diputado local.

## Biografía
Fue elegido presidente municipal de Othón P. Blanco municipio del que es cabecera municipal la también capital del estado Chetumal, para el periodo 2002 - 2005, al término de su periodo el gobernador del estado Félix González Canto lo designó secretario general de Gobierno del Estado, cargo en el que se mantuvo hasta 2006 en que fue postulado candidato a diputado federal. Logró el triunfo en el II Distrito Electoral Federal de Quintana Roo para la LX Legislatura del Congreso de la Unión de México de 2006 a 2009. Al término de su período fue nombrado por el gobernador representante del Gobierno del Estado en la Zona Norte. Posteriormente fue diputado local por la vía de representación proporcional de la XIII Legislatura del Congreso de Quintana Roo de 2011 a 2013, en la cual preside la gran comisión, luego de ser aspirante de la candidatura del PRI al gobierno del estado, cuyo candidato finalmente fue Roberto Borge Angulo, exgobernador del Estado.